# 2012年7月朝鲜劳动党中央政治局会议
朝鲜劳动党在2012年4月11日召开朝鲜劳动党第四次代表会议后，于2012年7月15日召开的首次政治局会议。会议的核心议题是党中央的组织问题。

## 会议内容
此次会议据朝中社报道，于2012年7月15日在平壤举行。参加会议的有朝鲜劳动党中央政治局常务委员、委员和候补委员。会议决定的事项据报道只有一项，即解除朝鲜军方核心人物李英浩的党中央政治局常委、委员和党中央军事委员会委员长等一切职务。

## 李英浩的后继者
会议结束的第二天，朝鲜劳动党中央军事委员会、朝鲜民主主义人民共和国国防委员会就授予玄英哲次帅军衔。7月18日，朝鲜在报道玄英哲时，称其为“朝鲜人民军总参谋长”，由此外界确认了玄英哲已经接替李英浩的总参谋长职务。
2012年7月26日，朝鲜最高领导人金正恩陪同夫人李雪主观看朝鲜人民内务军协奏团演出，玄英哲陪同。朝中社称呼玄英哲为“朝鲜劳动党中央军事委员会副委员长、朝鲜人民军总参谋长”，标志玄英哲已经接替李英浩的朝鲜劳动党中央军事委员会副委员长职务。
本次会议由于是朝鲜劳动党解除了军队首脑的职务，标志着朝鲜党军关系的逆转：朝鲜逐步扭转了军队凌驾于党之上的局面。